# وحدة استنساخ

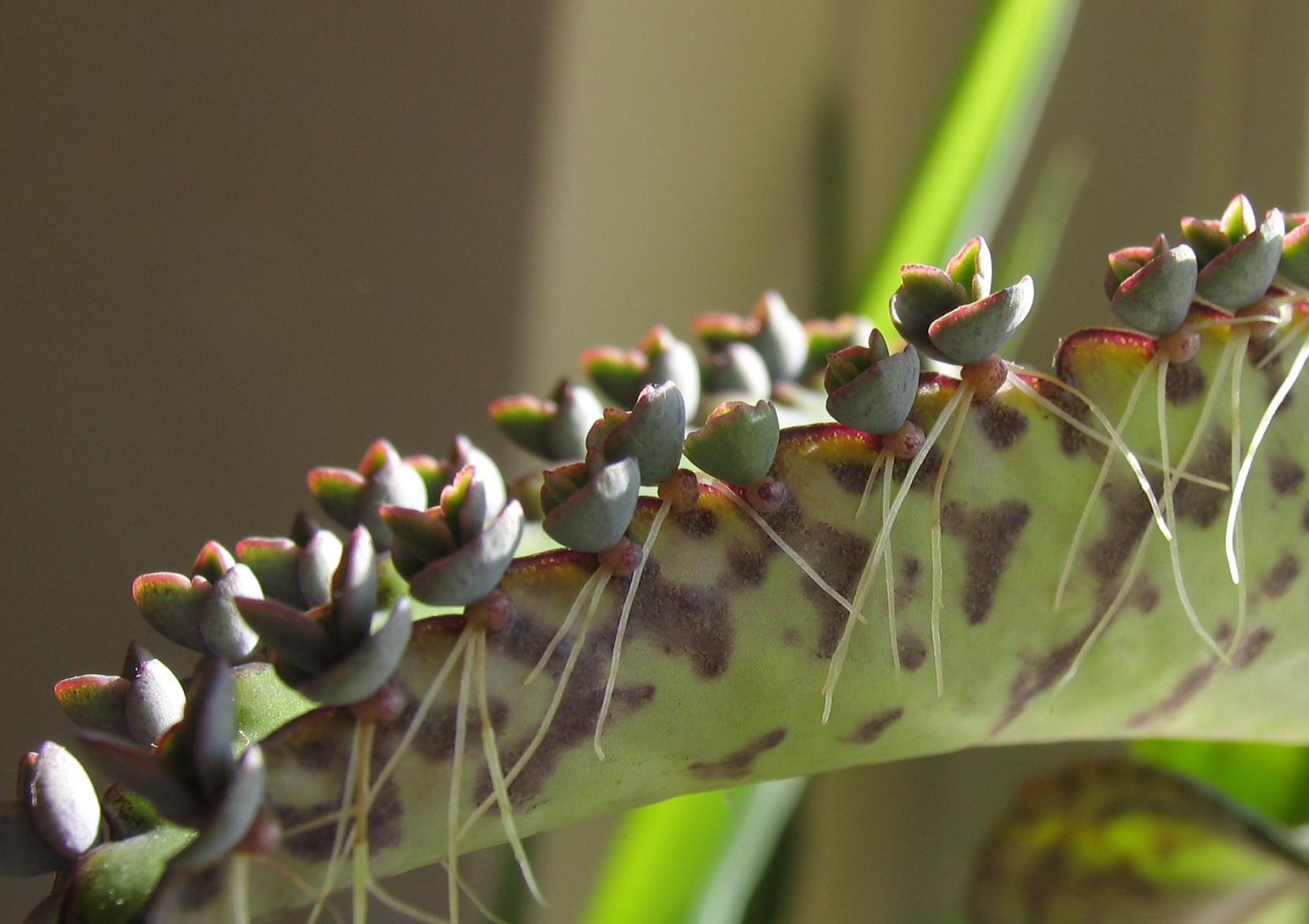

في علم الأحياء، وحدة الاستنساخ (بالإنجليزية: Propagule) هي وحدة زائدة تساهم في ولادة كائن حي إلى المرحلة التالية في دورة حياتها، مثل الانتشار الحيوي. عادة ما تكون وحدة الاستنساخ متميزة في الشكل عن الكائن الأصلي. يتم إنتاجها بواسطة النباتات (على شكل بذور أو جراثيم) والفطريات (على شكل جراثيم) والبكتيريا (على سبيل المثال الأبواغ الداخلية أو الكيسات الميكروبية).